# Laia López
Laia López de la Morena (Madrid, 29 de enero de 2007) es una futbolista española. Juega como guardameta en Real Madrid B de la Primera Federación Femenina de España. Es internacional con la selección sub-19 española.

## Trayectoria
A sus siete años comenzó a practicar fútbol en el Atlético Chopera, en Alcobendas, cerca de Madrid. A los once años, se trasladó al Madrid C. F. F. de la capital española. Allí, progresó en varias categorías juveniles hasta debutar con el equipo B en abril de 2022 en un partido de la Primera Federación contra el Córdoba FC.
En 2022 López, que entonces tenía 15 años, fichó por el Real Madrid, donde inicialmente formó parte del equipo juvenil. En septiembre del año siguiente, debutó con el equipo B del club, el cual se encontraba disputando la Segunda Federación desde sus inicios. Jugó 16 partidos en la temporada 2023-24 y ayudó a su equipo a conseguir el ascenso a la Primera Federación. En 2024, también ganó la Copa Juvenil con la selección.
El 11 de mayo de 2025, Laia López debutó con el primer equipo madridista en la Primera División contra el Club Deportivo Tenerife.

## Clubes
| Club          | País   | Año             |
| ------------- | ------ | --------------- |
| Madrid CFF B  | España | 2018 - 2022     |
| Real Madrid B | España | 2022 - presente |

## Palmarés

### Títulos nacionales
| Título             | Club          | País   | Año     |
| ------------------ | ------------- | ------ | ------- |
| Segunda Federación | Real Madrid B | España | 2023-24 |

### Títulos internacionales
| Título                    | Equipo | Sede    | Año  |
| ------------------------- | ------ | ------- | ---- |
| Campeonato Europeo Sub-17 | España | Suecia  | 2024 |
| Campeonato Europeo Sub-19 | España | Polonia | 2025 |